# Szent Tamás-torony
A Szent Tamás-torony (máltaiul: : Torri ta' San Tumas) nagy bástyás őrtorony a máltai Marsaskalában. Egyike annak a hat erődtoronynak, amelyeket a Jeruzsálemi Szent János Ispotályos Lovagrend 54. nagymestere építtetett a szigetek partvédelmi hálózatának részeként 1610 és 1620 között. A Szent Tamás-torony – amely Málta legnagyobb őrtornya – 1614-ben épült, a Wignacourt-tornyok között harmadikként. Nevét a Szent Tamásnak szentelt kápolnáról kapta.
Az épület a máltai lovagok partvédelmi rendszerének stratégiai eleme volt, majd szerepe fokozatosan csökkent. A brit uralom kezdetéig a partok védelmét szolgálta, majd a 19. század során katonai szerepe megszűnt. Viszonylag jó állapotban van, hasznosítására több terv is született, de végső funkcióját még nem nyerte el.

## Leírása

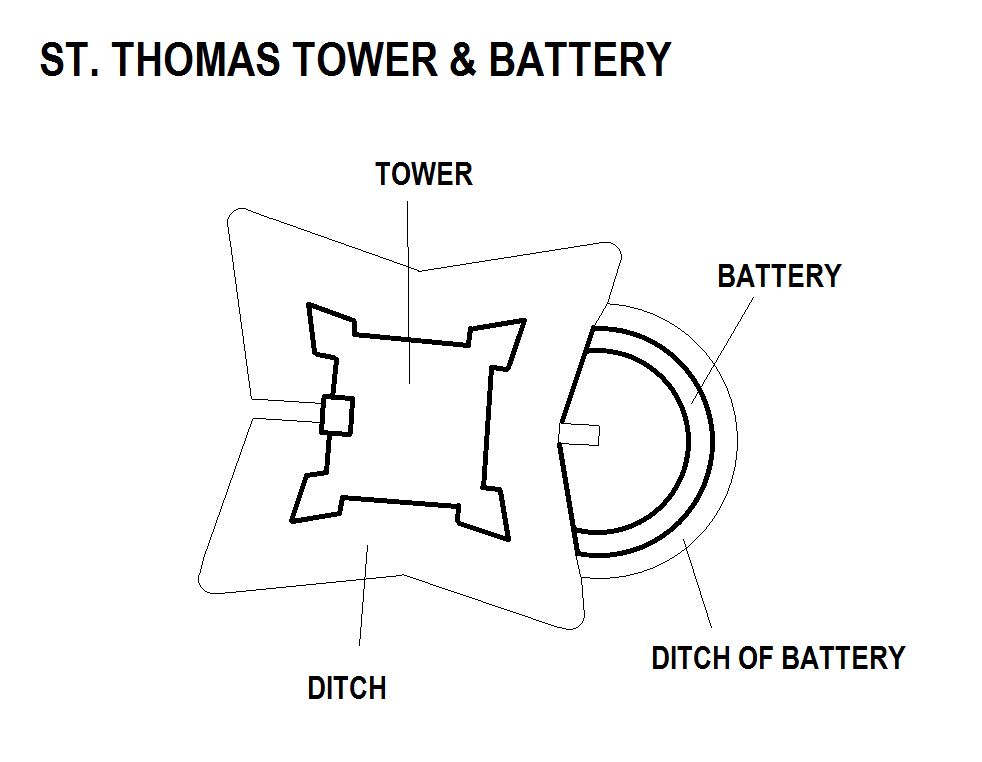
A Szent Tamás-torony alaprajza

A Szent Tamás-torony jellegzetes négybástyás, csillag alakú erőd. Alaprajza négyzetes és minden sarkát egy-egy ötszögletű bástya erősíti. A torony kétszintes, lapostetős, amelyen alacsony mellvéd fut körbe, tornyai is relatív alacsonyak. Falai rendkívül vastagok, helyenként 5 méteresek, ami az alapzatnál majdnem duplájára szélesedik. Megjelenése rendkívül robusztus. Belsejének fő szintjén két dongaboltozatos helyiség van.
A torony tervezője ismeretlen. Egyesek szerint a Szent Tamás-torony Vittorio Cassar tervei alapján épült, ám Cassar 1607-ben, a torony építésének megkezdése előtt meghalt, így ez nem lehetséges. Más leírások alapján a tornyot egy másik máltai hadmérnök, Gerolamo Bonici tervezte. A Wignacourt nagymester által építtetett tengerparti tornyok formailag a Cassar által tervezett Garzes-torony mintájára épültek, így feltételezhető, hogy a Szent Tamás-toronyhoz is ezt a tervet vették alapul, de a szicíliai és spanyol katonai architektúra újításai mentén módosítottak rajta.
A megerősített boltíves bejárat a szárazföld felőli oldalfal közepén áll, amelyhez az árok fölé épített felvonható fahídon (ponte levatoio à fleccie e catena) át lehetett eljutni. A híd mára megsemmisült, de láncos emelőszerkezetének egyes elemei mindmáig eredeti állapotukban megmaradtak, és egyediek a szigeten. Ez volt a legrégebbi és legelterjedtebb felvonóhíd-mechanizmus, amelyet a lovagok használtak egészen a tizenhetedik század végéig. Egyszerű és megbízható eszköz volt, ahol az emelőkarok a külső fal homlokzatába vágott függőleges résekből nyúltak ki és láncokkal kapcsolódtak egy fa emelvény külső végéhez, míg az ellensúlyt – egy vassöréttel vagy más nehéz tárgyakkal megtöltött zárt fadobozt – a karok belső végére rögzítették. A hidat általában egyetlen ember is könnyen kezelhette. Több más toronyhoz hasonlóan a felvonóhidat és a bejáratot egy falazott lépcsősor egészítette ki.
A bejárat fölötti falrészt Wignacourt nagymester liliomos címere díszíti.

## Története

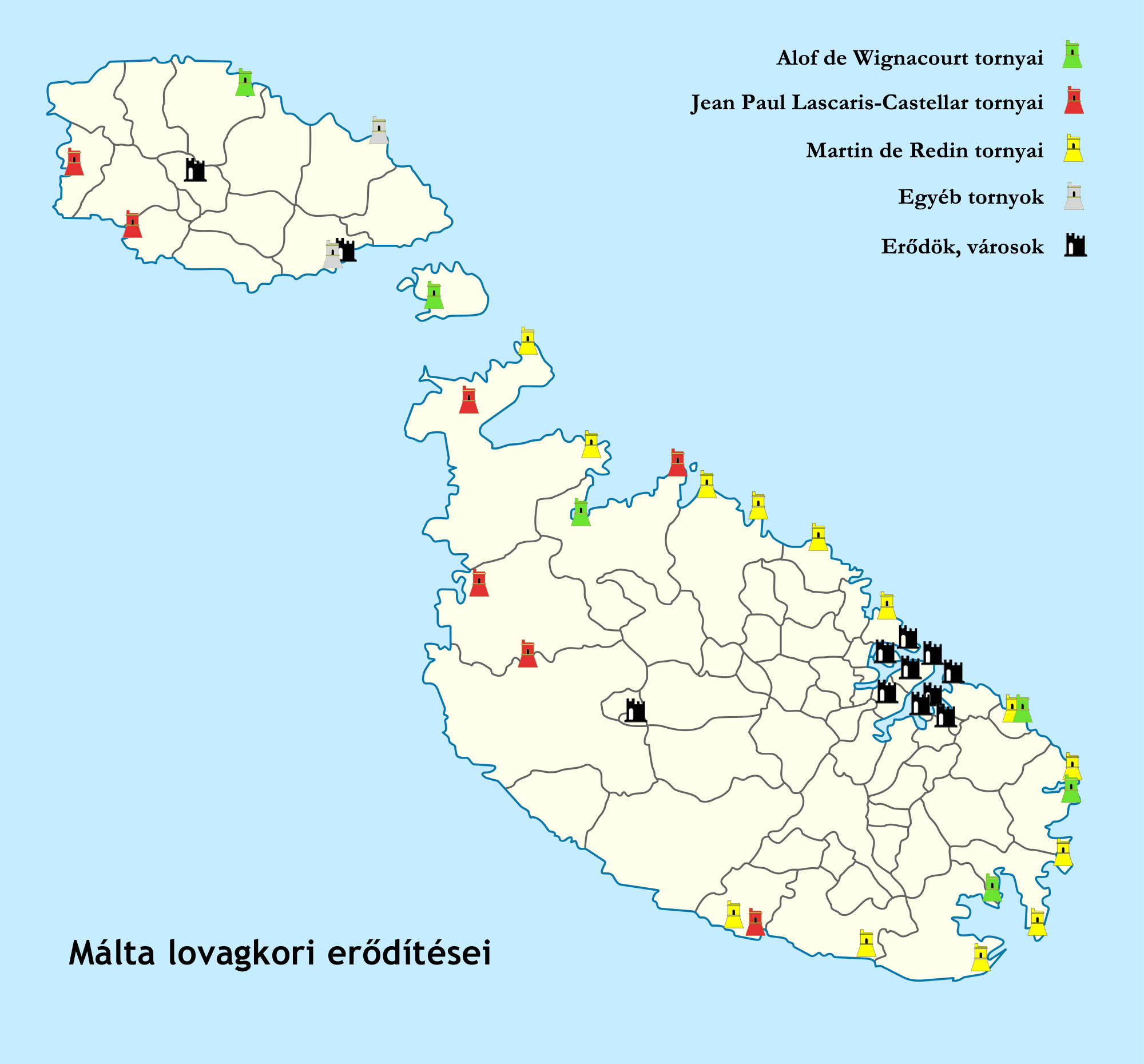
Málta 1530–1798 között épült partvédelmi rendszere

A Rodoszból való száműzetés után a megfogyatkozott lovagrend 1530-ban vette birtokba Máltát, V. Károly német-római császár fölajánlása alapján. 1565-ben került sor történelmük legnagyobb csatájára, a nagy ostromra, amely során hatalmas erőfeszítéssel visszaverték a török flotta támadását, ezzel megtörve az oszmán birodalom verhetetlenségének mítoszát, de az újabb támadás veszélye nem múlt el. 
Az Ispotályosok által uralt Málta elleni utolsó nagy támadás az 1614 júliusában történt Żejtun-i razzia volt, amikor a portyázók kifosztották Żejtun városát és környékét. A rajtaütés során 60 oszmán hajó 6000 katonával sikeresen partra szállt a Szent Tamás-öbölnél, és támadást indított Marsaskalánál. Bár a csata döntő máltai győzelemmel zárult – a rend lovassága és a délkeleti városok és falvak lakói visszaverték őket hajóikra – a csata félelmetesen emlékeztetett Málta nagy ostromára. 
A támadás után Alof de Wignacourt nagymester és tanácsa azonnal elrendelte a Szent Tamás-torony megépítését a marsaskalai il-Ħamrija hegyfokon, a torkolatvölgy és a Szent Tamás-öböl közötti természetes félszigeten, a partvonal állandó őrzésére.
A torony építése 13 450 scudiba, 6 tarìba és 4 graniba került, amit a nagymester maga finanszírozott. Alof de Wignacourt a magisztrátusa idején megépült összesen hat toronyból öt építését személyes vagyonából biztosította, melynek összköltsége 55 519 scudi volt. Ez a nagymester rendnek nyújtott összes jótéteményének nyolcadát tette ki.
A rend katonai tervezői kiemelt védelmi szerepet szántak a toronynak. Úgy képzelték, hogy a Szent Tamás-torony – a Szent Lucián és Szent Ágota-toronyhoz hasonlóan – sokáig tartani tudja magát egy támadás esetén. 30 fős állandó helyőrséggel rendelkezett, továbbá elegendő lőszerrel és élelemmel ahhoz, hogy akár egy 40 napos ostromnak is ellenálljon.
Martín de Redín nagymester idejében a szigetek partvédelmi hálózatának bővítésekor a Żonqor és a Xrobb l-Għaġin tornyok kerültek a Szent Tamás-torony látóterébe.
1716 körül a torony tengerre néző oldala elé félkör alakú ütegállást építettek. Az ütegben nyolc különböző kaliberű ágyú és egy bronzmozsár állt.
A tizennyolcadik század közepére a Szent Tamás-torony szerepe megváltozott, fontos partvédelmi jellege lecsökkent és parancsnoki központtá változott. Az 1798-1800-as francia blokád idején a tornyot megrohanták és elfoglalták a máltai felkelők. A torony a 19. század végéig a britek használatában maradt, a helyőrség elhelyezési igényei szerint szobákat alakítottak ki benne és egy ideig börtönnek is használták, de jelentős szerkezeti változtatásokat nem végeztek rajta.
Napjainkra Marsaskala városa szinte bekebelezte a tornyot, modern épületek veszik körül. Egy ideig étterem és pizzéria működött benne, majd 2008-ban a Fondazzjoni Wirt Artna örökségvédelmi alapítvány gondozásába került, akik helyreállították; az üteg ágyúplatformját, mellvédjét és lőállásait átépítették.
A Marsaskala Helyi Tanács 2014-ben a toronyban kiállításokat, hagyományőrző és más rendezvényeket szervezett a torony fennállásának 400. évfordulója alkalmából.

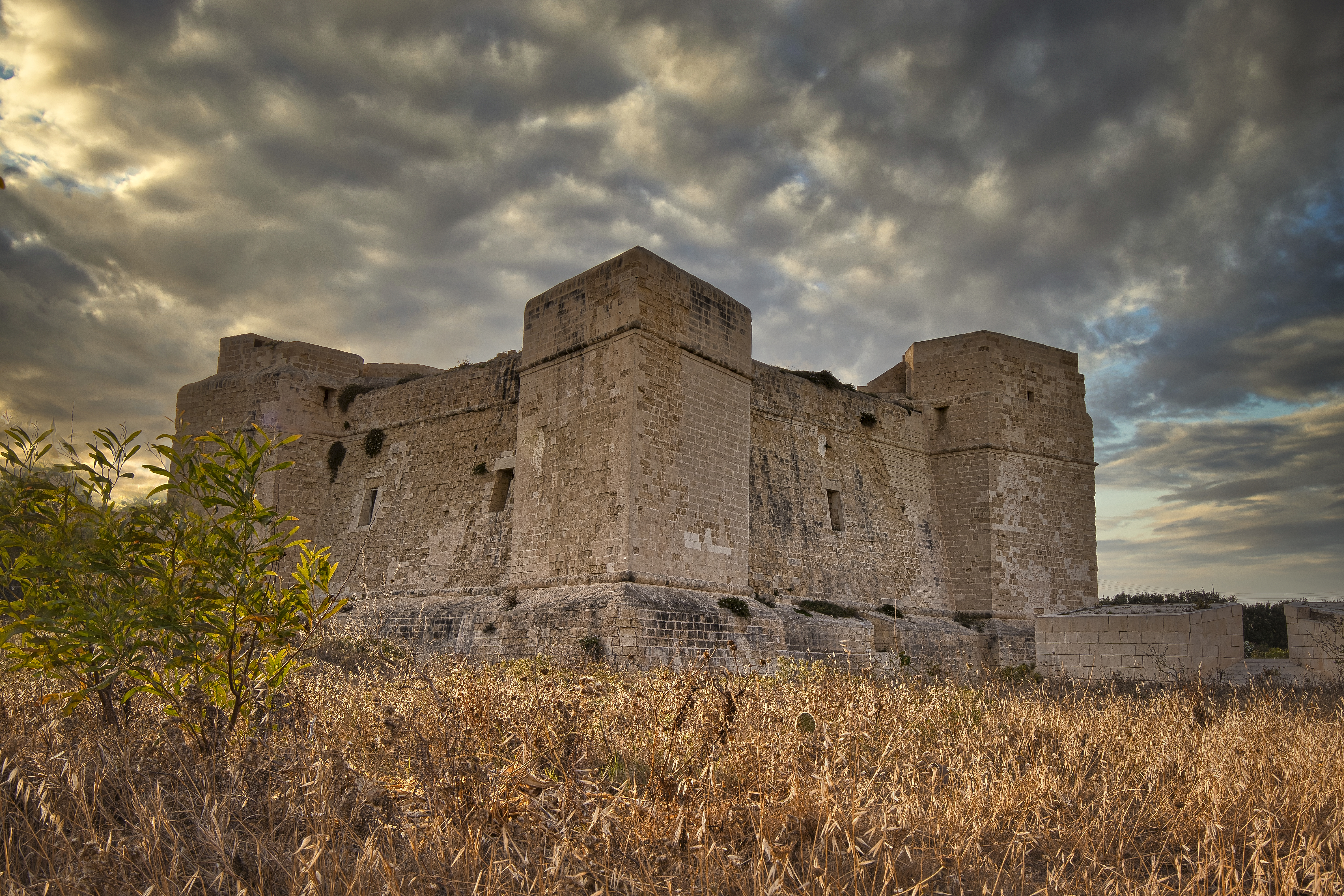
A Szent Tamás-torony
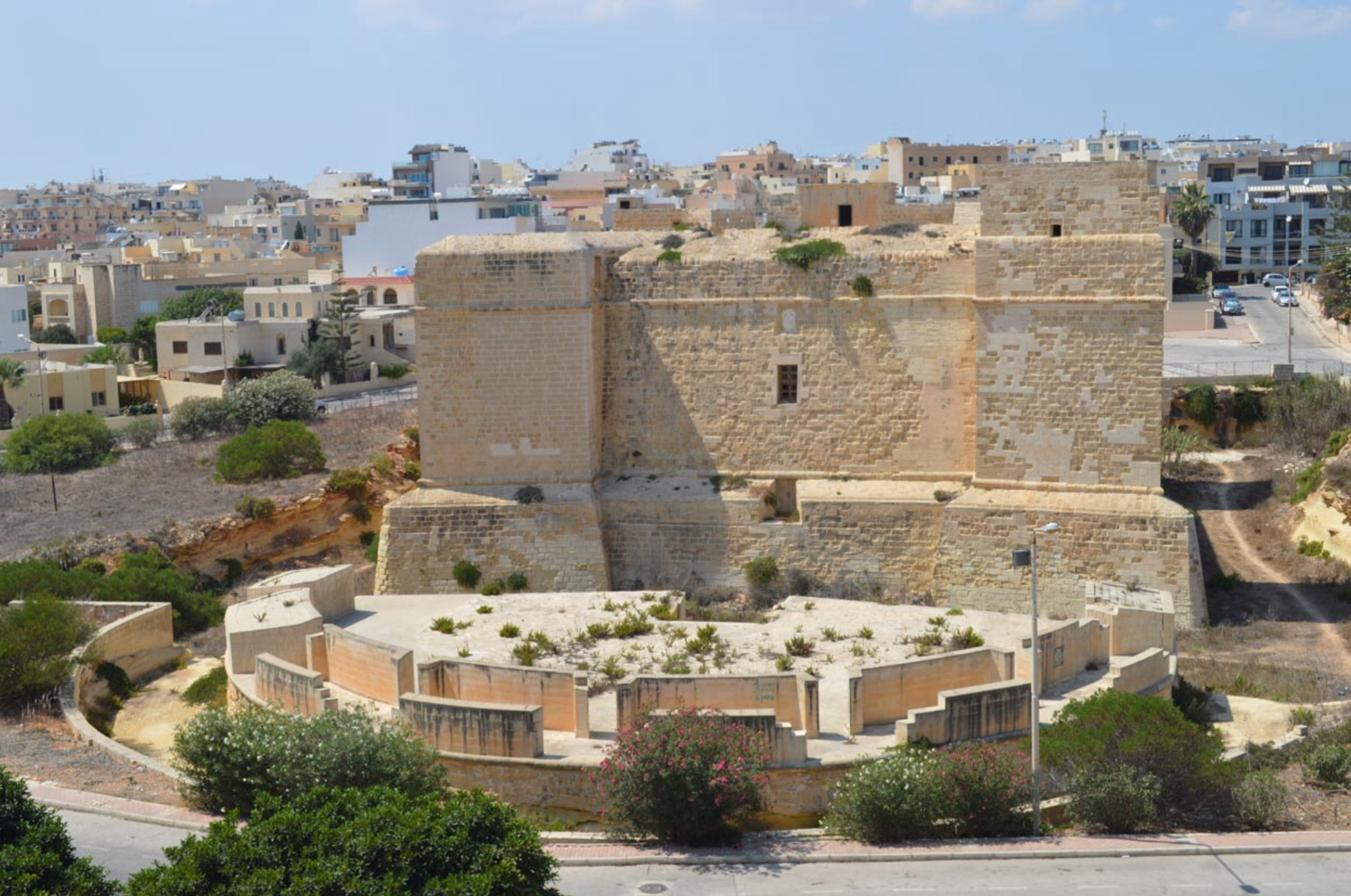
Az ütegállással bővített torony képe a Jerma Palace Hotel felől
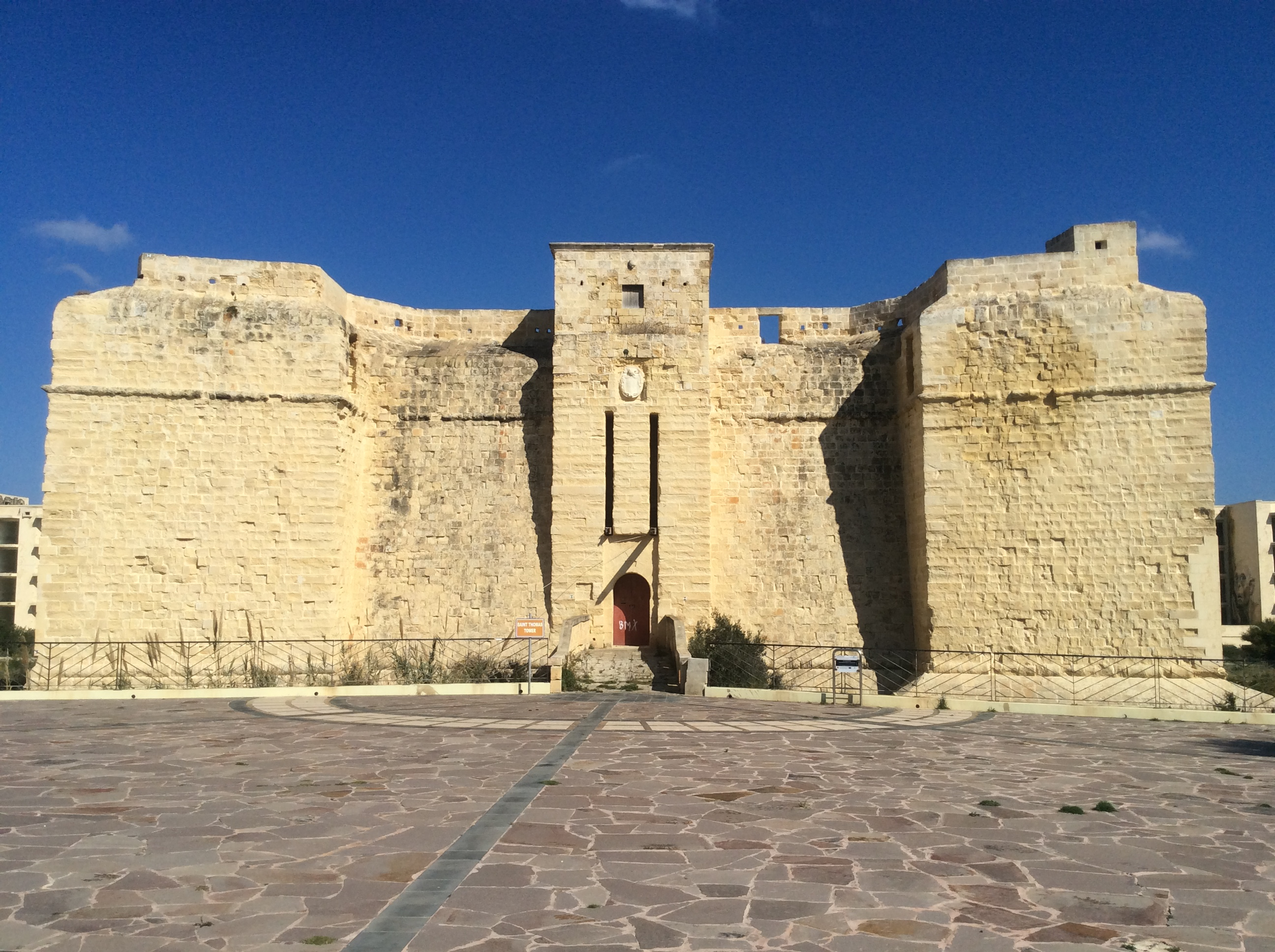
A torony bejárata

## További megjelenése
A torony szerepel Charles Zarb 2004-ben megjelent Il-Misteru tat-Torri San Tumas (A Szent Tamás-torony rejtélye) című szépirodalmi könyvében.

## Fordítás
Ez a szócikk részben vagy egészben  a   Saint Thomas Tower című angol Wikipédia-szócikk fordításán alapul.  Az eredeti cikk szerkesztőit annak laptörténete sorolja fel. Ez a jelzés csupán a megfogalmazás eredetét és a szerzői jogokat jelzi, nem szolgál a cikkben szereplő információk forrásmegjelöléseként.

## Külső hivatkozások
- St. Thomas Tower & Battery + (Fotos) auf burgenwelt.org